# ドレイク・ブリットン
ジョン・ドレイク・ブリットン（John Drake Britton  , 1989年5月22日 - ）は、アメリカ合衆国・テキサス州マクレナン郡ウェーコ出身のプロ野球選手（投手）。左投左打。2017年現在は、独立リーグ・アトランティックリーグのブリッジポート・ブルーフィッシュに所属。

## 経歴

### プロ入りとレッドソックス時代
2007年のMLBドラフト23巡目（全体714位）でボストン・レッドソックスから指名され、契約金70万ドルで入団。
2008年にA-級ローウェル・スピナーズでプロデビューし、8試合（先発7試合）に登板して1勝2敗・防御率4.28・26奪三振の成績を残した。
2009年はA-級ローウェルとルーキー級ガルフ・コーストリーグ・レッドソックスでプレーするも、トミー・ジョン手術を受ける。
2010年はA級グリーンビル・ドライブでプレーし、21試合に先発登板して2勝3敗・防御率2.97・78奪三振の成績を残した。
2011年はA+級セイラム・レッドソックスでプレーし、26試合に先発登板して1勝13敗・防御率6.91・89奪三振の成績を残した。11月には40人枠に入った。
2013年3月2日、飲酒運転の疑いで逮捕される。同年7月14日にメジャー初昇格し、同月20日のニューヨーク・ヤンキース戦でメジャーデビュー。
2014年3月7日にレッドソックスと1年契約に合意した。
2015年1月30日にアレクシー・オガンドの加入に伴い、DFAとなった。

### カブス傘下時代
2015年2月4日にウェイバーでシカゴ・カブスへ移籍したが、4月3日に40人枠を外れる形で傘下のAAA級アイオワ・カブスへ配属された。この年はAAA級アイオワでプレーし、28試合（先発11試合）に登板して7勝8敗1セーブ・防御率5.08・33奪三振の成績を残した。オフの11月6日にFAとなった。

### タイガース傘下時代
2015年12月11日にデトロイト・タイガースとマイナー契約を結んだ。
2016年は傘下のAAA級トレド・マッドヘンズでプレーしていたが、8月2日に薬物検査で陽性反応を示した事が判明し、50試合の出場停止処分を受けた。この年は37試合に登板して0勝3敗・防御率4.57・17奪三振の成績を残した。オフの11月7日にFAとなった。

### 独立リーグ時代
2017年3月14日に独立リーグ・アトランティックリーグのブリッジポート・ブルーフィッシュと契約。

## 詳細情報

### 年度別投手成績
| 年 度    | 球 団    | 登 板 | 先 発 | 完 投 | 完 封 | 無 四 球 | 勝 利 | 敗 戦 | セ 丨 ブ | ホ 丨 ル ド | 勝 率 | 打 者 | 投 球 回 | 被 安 打 | 被 本 塁 打 | 与 四 球 | 敬 遠 | 与 死 球 | 奪 三 振 | 暴 投 | ボ 丨 ク | 失 点 | 自 責 点 | 防 御 率 | W H I P |
| -------- | -------- | ----- | ----- | ----- | ----- | -------- | ----- | ----- | -------- | ----------- | ----- | ----- | -------- | -------- | ----------- | -------- | ----- | -------- | -------- | ----- | -------- | ----- | -------- | -------- | ------- |
| 2013     | BOS      | 18    | 0     | 0     | 0     | 0        | 1     | 1     | 0        | 1           | .500  | 84    | 21.0     | 21       | 1           | 7        | 1     | 0        | 17       | 0     | 0        | 9     | 9        | 3.86     | 1.33    |
| 2014     | BOS      | 7     | 0     | 0     | 0     | 0        | 0     | 0     | 0        | 1           | ----  | 27    | 6.2      | 5        | 0           | 2        | 0     | 0        | 4        | 0     | 0        | 0     | 0        | 0.00     | 1.05    |
| MLB：2年 | MLB：2年 | 25    | 0     | 0     | 0     | 0        | 1     | 1     | 0        | 2           | .500  | 111   | 27.2     | 26       | 1           | 9        | 1     | 0        | 21       | 0     | 0        | 9     | 9        | 2.93     | 1.27    |

- 2017年度シーズン終了時

### 背番号
- 66 (2013年 - 2014年)